# Église Saint-Mathieu de Perpignan
L'église Saint-Mathieu de Perpignan est une église catholique située à Perpignan (Pyrénées-Orientales), en France.

## Localisation
L'église donne son nom au quartier alentour, situé juste au nord du palais des Rois de Majorque. Son entrée est Rue Grande la Monnaie.

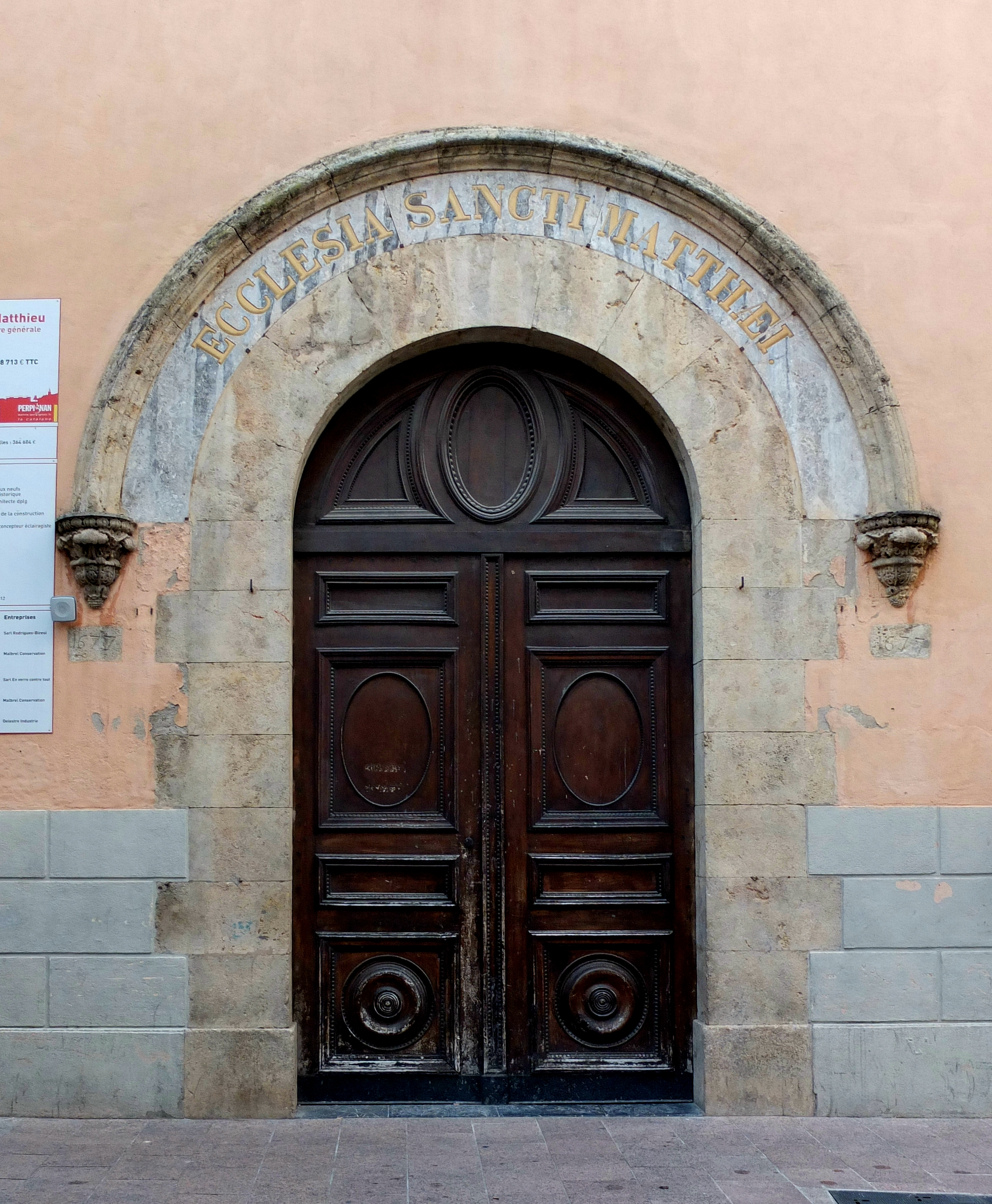
Le portail

## Historique
Une église précédente située sur le même emplacement est détruite en 1639, puis un nouvel édifice commence à être édifié peu après, et sera achevé en 1677.
L'église Saint-Mathieu est inscrite monument historique le 26 mars 2003, pour son décor intérieur.

## Mobilier
Le buffet d'orgue date du XVIIIe siècle.
La décoration intérieure et les peintures sont refaites dans la deuxième moitié du XIXe siècle.